# Prospodium appendiculatum
Prospodium appendiculatum är en svampart som först beskrevs av George Winter, och fick sitt nu gällande namn av Joseph Charles Arthur 1907. Prospodium appendiculatum ingår i släktet Prospodium och familjen Uropyxidaceae.   Inga underarter finns listade i Catalogue of Life.